# FUCA2
Alfa-L-fucosidase plasmática é uma proteína que em humanos é codificada pelo gene FUCA2.